# François Omer Granet

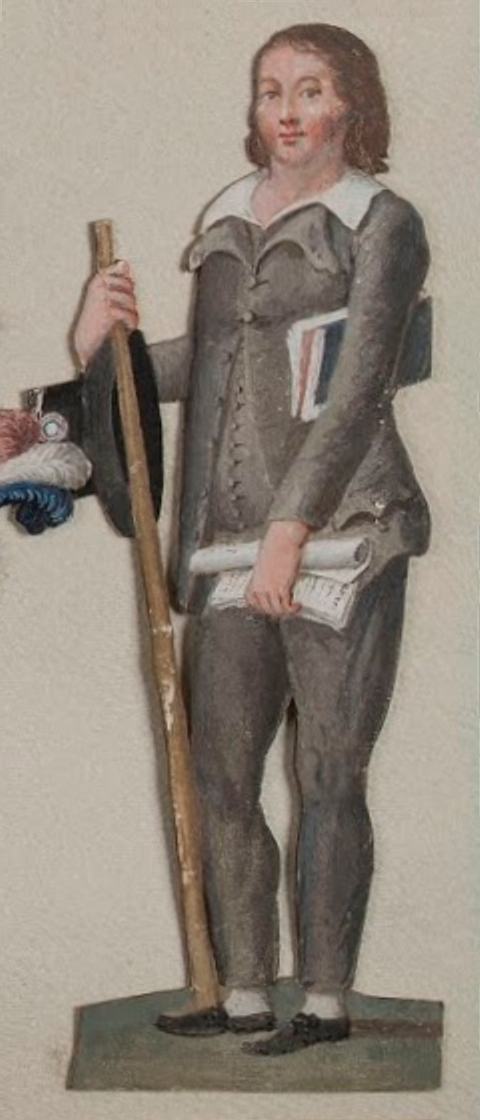
Jean-Baptiste Lesueur: Der Abgeordnete Granet (Gouache aus den 1790er Jahren)

François Omer Granet (* 16. November 1758 in Marseille; † 10. September 1821 ebenda) war ein französischer Politiker und Revolutionär.

## Leben und Wirken
Seine Eltern waren der Küfer Laurent Granet (1706–1795) und Marie Granet, geborene Sieuve. Granet wuchs in Marseille auf und arbeitete dort wie sein Vater als Fassfabrikant. 
Zu Beginn der Französischen Revolution war er im Juli 1789 offenbar an Unruhen in Marseille beteiligt, woraufhin er inhaftiert wurde. Auf Fürsprache des Marquis de Mirabeau ließ man ihn wieder frei. 1790 wurde er zum Administrator des neu geschaffenen Département Bouches-du-Rhône gewählt. Granet war von September 1791 bis September 1792 Mitglied der gesetzgebenden Nationalversammlung (Assemblée nationale législative), nachdem Frankreich 1791 in eine konstitutionelle Monarchie umgewandelt worden war.
1792 wurde Granet in den Nationalkonvent (Convention nationale) gewählt, der Frankreich in eine Republik überführte. Im Nationalkonvent arbeitete Granet an der Seite von Jacques-Louis David und stimmte mit ihm im August 1792 für die Hinrichtung von König Ludwig XVI. In den Versammlungen zeigte sich Granet regelmäßig in vernachlässigter Kleidung und mit einem langen knorrigen Stock. Im September 1793 wurde Granet in den Wohlfahrtsausschuss (Comité de salut public) berufen, trat aber am nächsten Tag von seinem Amt zurück. Während der Terrorherrschaft wandte er sich gegen die radikale Politik von Robespierre. 

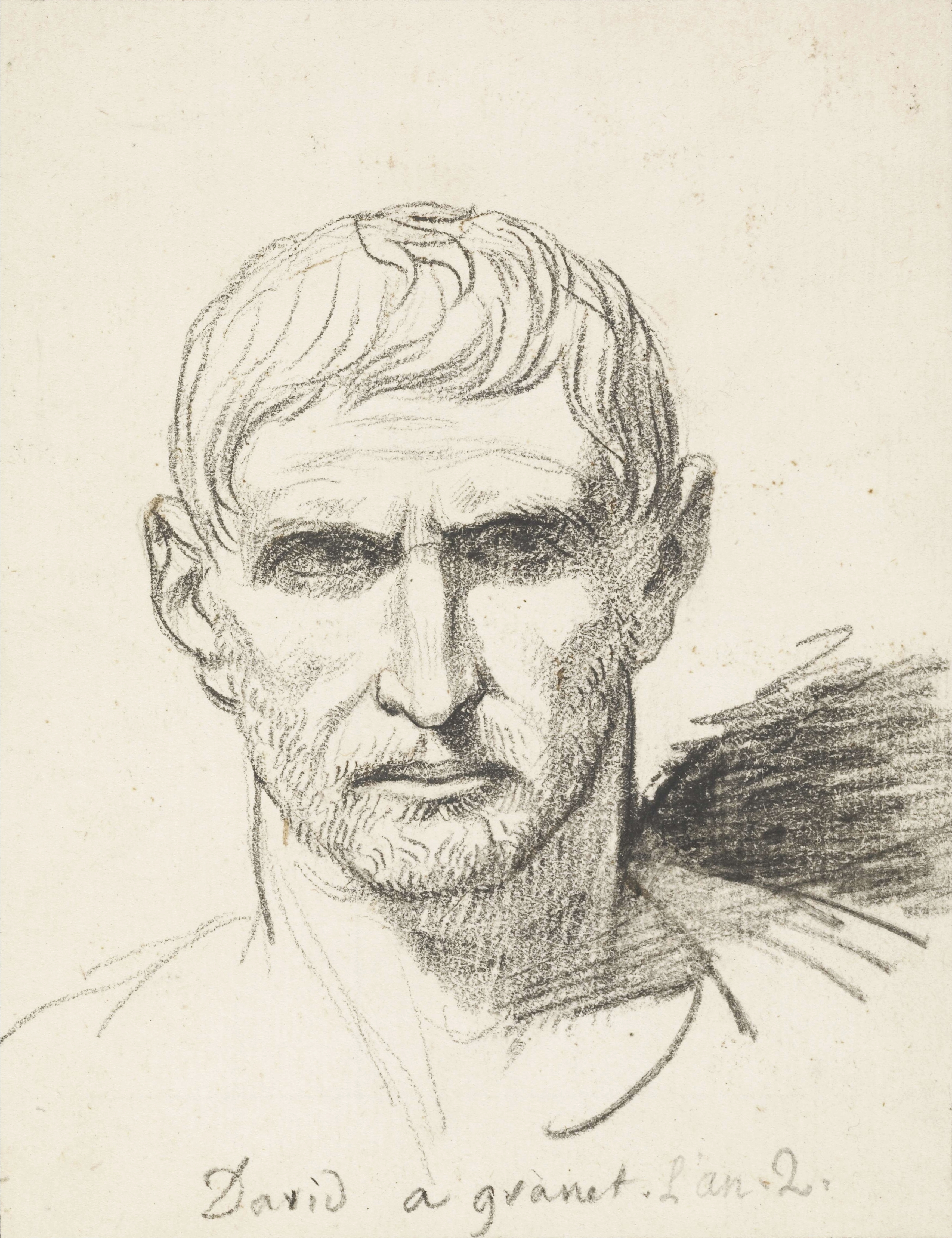
Jacques-Louis David: Kopf des Brutus (1784/1785)

Im Juni und Juli 1794 arbeitete Granet gemeinsam mit David an einem Projekt für die Dekoration des Tuileriengarten. In dieser gemeinsamen Zeit im Nationalkonvent dürfte ihm David den Kopf des Brutus geschenkt haben, eine Zeichnung, die vielleicht eine ständige Erinnerung an die Bedeutung und Schwere ihrer Aufgabe sein sollte. Lucius Iunius Brutus, der legendäre erste Konsul der Römischen Republik, ließ seine beiden Söhne hinrichten, da sie in eine Verschwörung zur Wiederherstellung der Monarchie verwickelt waren. Bis zur Auflösung des Nationalkonvents 1795 blieb Granet Abgeordneter.
Während des Konsulats war Granet Bürgermeister von Marseille Midi, einer der drei Teilgemeinden, in die Marseille 1795 aufgeteilt worden war. Im nachfolgenden  französischen Kaiserreich war Granet stellvertretender Bürgermeister von Marseille, nachdem man die Teilung von 1795 wieder aufgehoben hatte. Zum Dank für seine Verdienste wurde Granet in die Ehrenlegion aufgenommen. Im Zuge der ersten Restauration des französischen Königtums 1814 verlor Granet alle seine Ämter. Während Napoleons Herrschaft der Hundert Tage von März bis Juni 1815 wurde Granet zum Abgeordneten in das Repräsentantenhaus (Chambre des représentants) gewählt.
Nach der zweiten Restauration des Königtums 1815 wurden sowohl Granet als auch David nach Brüssel verbannt. Granet beantragte eine Begnadigung, die ihm König Ludwig XVIII. gewährte, so dass er 1818 nach Marseille zurückkehren konnte, wo er 1821 im Alter von 62 Jahren verstarb. Granet war zweimal verheiratet. Nach der Eheschließung 1797 ließ er sich von seiner ersten Frau 1804 wieder scheiden. 1807 heiratete er ein zweites Mal, blieb aber kinderlos.